# Les Mines du Kilimandjaro
Pour plus de détails, voir Fiche technique et Distribution.
Les Mines du Kilimandjaro (Le miniere del Kilimangiaro) est un film d'aventures italien réalisé par Mino Guerrini et sorti en 1986.

## Synopsis
En 1917, sept officiers de l'armée allemande se font passer pour des explorateurs et partent à la recherche d'une mine de diamants. Cependant, ils subissent une attaque de l'armée ennemie et un seul d'entre eux parvient à s'échapper et à commencer une nouvelle vie. Plusieurs années plus tard, il est devenu professeur d'université et se cache sous le nom de Smith. Mais son passé n'a pas été enterré pour tout le monde. Un individu étrange le contacte et tente de lui soutirer la vérité sur l'emplacement de la mine. Lorsque le professeur Smith et son interrogateur sont soudainement tués, Ed Barcley, l'assistant de Smith, décide de découvrir la vérité et part pour Mombasa. Il rejoint une expédition scientifique, mais les diamants de la mine sont convoités par des organisations criminelles et par l'Allemagne nazie qui en a besoin pour financer la guerre à venir.

## Fiche technique
Sauf indication contraire, les informations mentionnées dans cette section peuvent être confirmées par la base de données cinématographiques IMDb,  présente dans la section « Liens externes ».
- Titre français : Les Mines du Kilimandjaro ou Les Aventuriers du Kilimandjaro[1]
- Titre original italien : Le miniere del Kilimangiaro[2]
- Réalisation : Mino Guerrini
- Scénario : Mino Guerrini
- Photographie : Sandro Mancori
- Montage : Claudio Di Mauro (it), Evandro Pastorino, Daniele Molinari
- Musique : Luigi Ceccarelli
- Décors : Loredana Palmini
- Costumes : Lina Franchi, Luciana Pianella
- Production : Augusto Caminito, Armando Bertuccioli
- Société de production : Scena Film
- Pays de production :  Italie
- Langue de tournage : italien
- Format : Couleur - Son mono - 35 mm
- Durée : 92 minutes
- Genre : Aventures
- Dates de sortie :
  - Italie : 31 juillet 1986
  - France : 1987[1]

## Distribution
- Tobias Hoesl : Ed Barcley, l'assistante de Smith
- Elena Pompei : Eva Kilbrook
- Christopher Connelly : Professeur Thomas Smith
- Matteo Corsini : Lord Kilbrook
- Francesca Ferre : L'imperatrice
- Josette Martial : Tania
- Gordon Mitchell : L'Hollandaise
- Franco Diogene : Tai-Ling
- Peter Berling : Johnson, l'affairiste
- Tino Castaldi
- Pier Luigi Conti : L'officier du gouvernement britannique
- Kit Dickinson
- Luca Giordana
- Kiro Wehara (sous le nom de « Huera Kiro ») : Squadra
- Michael Ragos (sous le nom de « Michael Rogos »)
- Joseph Olita : Le chef de tribu